# Expositurkirche Zaunhof

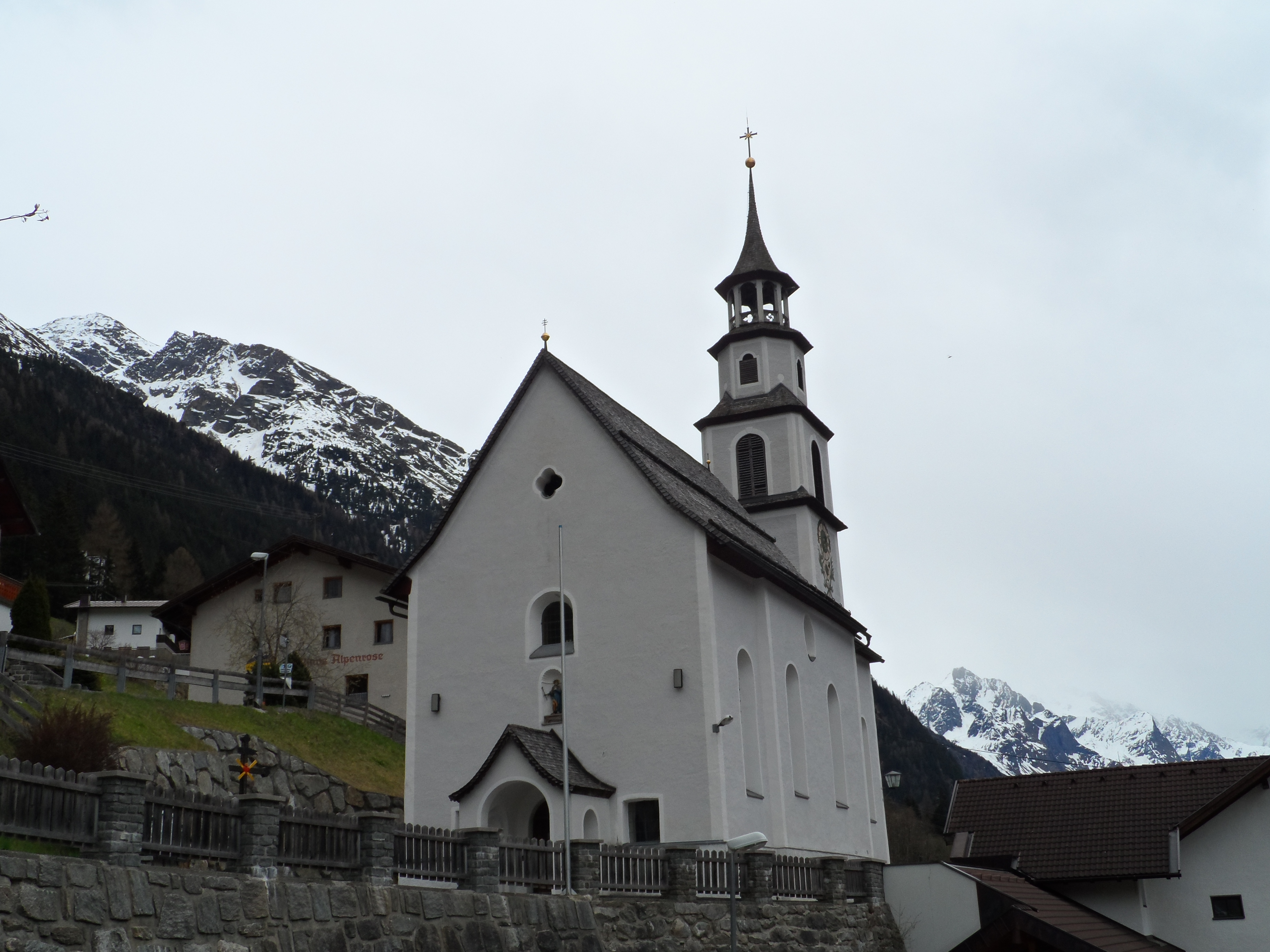
Expositurkirche hl. Josef in Zaunhof

Die römisch-katholische Expositurkirche Zaunhof steht im Weiler Zaunhof in der Gemeinde St. Leonhard im Pitztal im Bezirk Imst in Tirol. Sie ist dem heiligen Josef geweiht und gehört als Expositur der Pfarre St. Leonhard im Pitztal zum Dekanat Imst in der Diözese Innsbruck. Die Kirche steht unter Denkmalschutz (Listeneintrag).

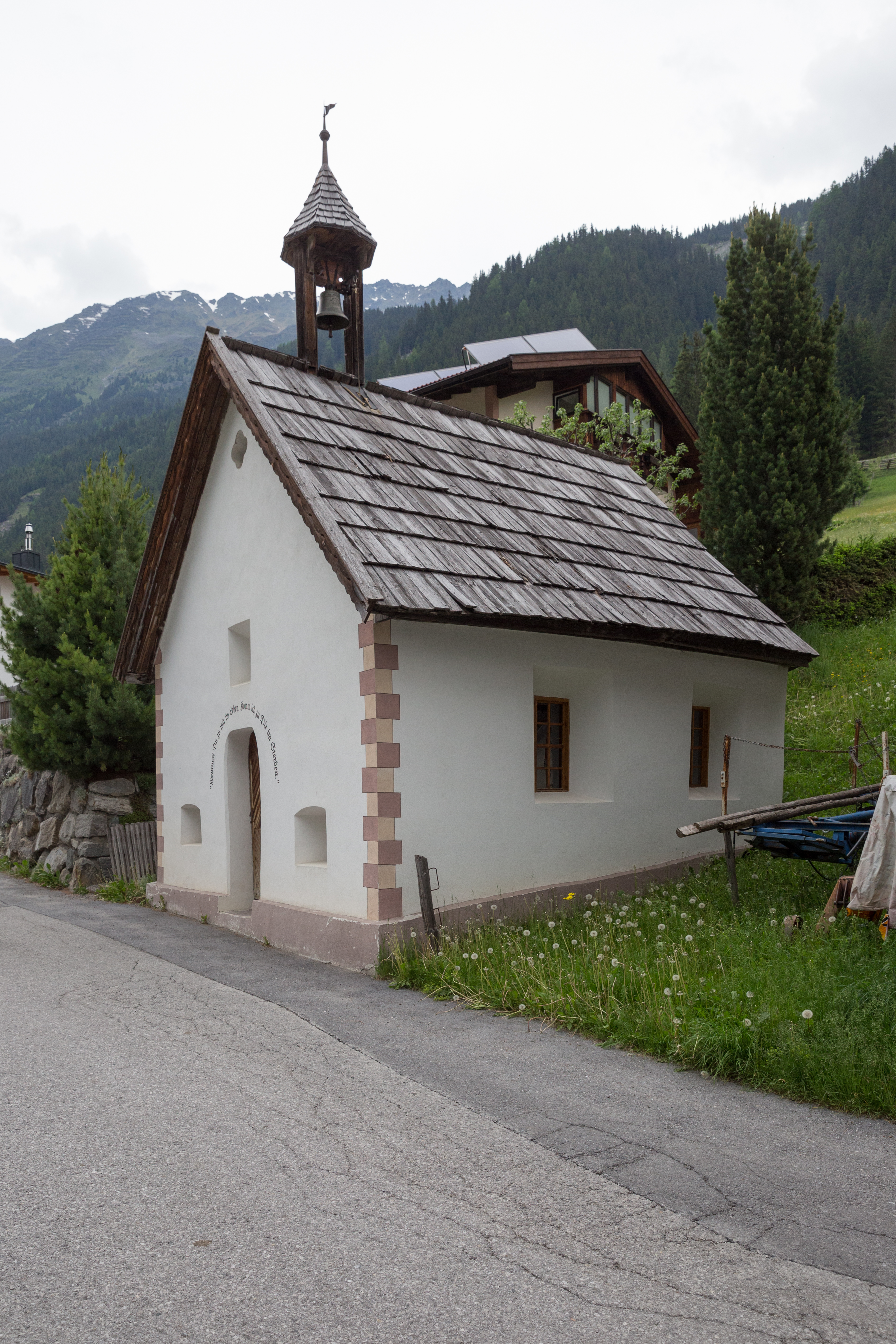
Die Kapelle in Enzenstall

## Lagebeschreibung
Die Kirche liegt im Weiler Zaunhof nördlich von St. Leonhard auf einem Hang und wird von einem Friedhof umgeben.

## Geschichte
Mit der Errichtung eines Benefiziums wurde Zaunhof 1773 ein eigener Seelsorger zugeteilt, der zunächst jedoch den Gottesdienst in der 1760 errichteten Kapelle in Enzenstall hielt. 1775 wurde der Bau der Kirche begonnen, 1778 wurde sie geweiht. Der Kirchturm wurde allerdings erst 1805 errichtet, nachdem Zaunhof 1791 vom Benefizium zur Expositur erhoben wurde. 1978 wurde die Kirche restauriert.

## Architektur
Außenbeschreibung

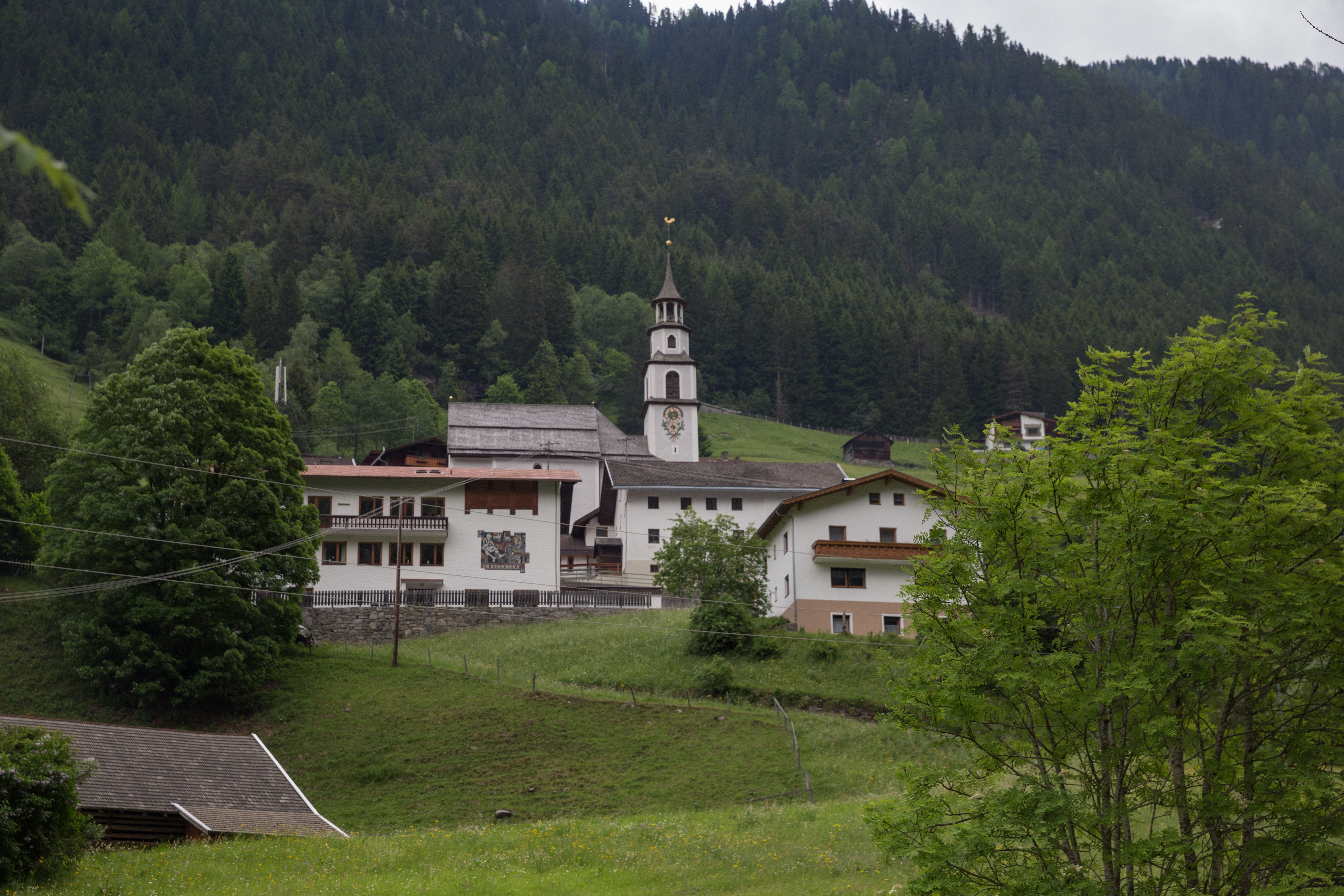
Expositurkirche im Zentrum von Zaunhof mit markantem Südturm

Die Kirche ist ein einfacher barocker Bau, der gesüdet ist. Der Südturm hat rundbogige Schallfenster. Darüber ist ein durch Gesimse abgesetzter achteckiger Aufsatz und eine Laterne. Dem Langhaus ist an der Nordseite ein schmäleres Vorjoch angebaut. Der Nordfassade ist eine kleine Vorlaube vorgebaut. In einer Nische steht eine Figur des heiligen Josef aus der Mitte des 18. Jahrhunderts. Diese stammt eventuell aus der Werkstatt der Künstlerfamilie Witwer.
Innenbeschreibung
In spätbarocker Bautradition stehend, weist das Langhaus ein Vorjoch und ein quadratisches Joch mit Platzlgewölbe auf und ein flachrunder Triumphbogen trennt das Kirchenschiff vom Chor. Der platzlgewölbte Chor ist gerade geschlossen. Die Kirche wurde 1871 mit neuen Dekorationen ausgestattet, die damals entstandenen Deckengemälde wurden jedoch um 1900 durch Thomas Köhle wieder verändert. Das heutige Deckengewölbe malte Wolfram Köberl im Jahr 1978: Die barocke Illusionsmalerei im Altarraum scheint das Gewölbe zum Himmel zu öffnen, das Thema ist der „Traum des hl. Josef“. In ähnlicher Manier ist das Deckengemälde im Hauptraum gestaltet, das die Geburt Christi zeigt.

## Ausstattung
Die Altarausstattung stammt aus dem letzten Viertel des 18. Jahrhunderts. Das Hochaltarbild zeigt den heiligen Josef und stammt aus der ersten Hälfte des 19. Jahrhunderts. Es wird von Figuren der Heiligen Petrus und Paulus flankiert. Die Bilder der beiden Seitenaltäre gehen auf die beiden im 19. Jahrhundert etablierten Bruderschaften vom hlgst. Herz Jesu (1818) und vom hl. Herzen Mariä (1842) zurück. Der linke Seitenaltar ist dem Herz Jesu geweiht. Das Altarbild „Herz Jesu“ stammt aus dem 19. Jahrhundert. Die flankierenden Figuren stellen den heiligen Sebastian und Aloisius dar. Sie werden Josef Anton Renn zugeschrieben und stammen aus der zweiten Hälfte des 18. Jahrhunderts. Der rechte Seitenaltar ist ein Marienaltar. Das Altarbild stammt aus dem 19. Jahrhundert. Auch diese flankierenden Figuren des heiligen Franziskus und die Schmerzhafte Madonna, stammen aus der Hand von Renn. Die beiden Altarblätter stammen vom einheimischen Maler Johann Gabl.
In Glasschreinen an den Seitenwänden befindet sich links die Maria Immaculata, oberhalb davon ein Kruzifix. Auf der rechten Seite der Schutzengel Raphael mit Tobias, ergänzt um die Kreuzwegstationen und den Bruderschaftsfahnen, die vermutlich aus dem Erstbestand der Kirche stammen.

## Orgel
Die Orgel von Andreas Mauracher ist eine Brüstungsorgel und stammt aus dem Jahr 1805; sie wurde zwischen 2000 und 2001 von Thomas Sittler restauriert.